# Тегусигалпа
Тегусигалпа (на испански: Tegucigalpa) е столица и най-голям град в Хондурас, с население 996 658 души (по данни от 2013 г.). Надморската височина е 940 метра. Името на града идва от езика нахуатъл и означава „сребърни хълмове“ (Teguz-galpa).

## История
През 16 век Тегусигалпа е важно място за добив на злато и сребро.

## Икономика
В днешни дни са развити тютюневата, захарната и текстилната индустрия.

## Култура

### Забележителности
Градът условно е разделен на две части от река Чолутека на равнинна и хълмиста част. Характерен е с мекия си климат и винаги свежия въздух. Постоянният лек ветрец, идващ от околните планини, както и съхранените гъсти борови гори допринасят за това.
В центъра на града се намират няколко стари църкви. Най-старата запазена постройка е църквата „Сан Франциско“, която по всяка вероятност датира от 1590 година.
В Тегусигалпа се намира родната къща на Франсиско Морасан – хондураски национален герой, който от 1830 до 1840 година е президент на Централна Америка.
Тегусигалпа е една от малкото столици, в която няма трамваен транспорт. Градът разполага обаче с международно летище и два университета.

### Спорт
Тегусигалпа е дом на двата най-популярни футболни клуба в страната – Олимпия и Мота̀гуа. Първият е по-известният и е клубът с най-много национални титли на Хондурас – 21. Печелил е и два пъти и Купата на КОНКАКАФ – централноамериканската шампионска лига (1972 и 1988 г.).
Националният стадион „Тибурсио Кариас Андино“ се намира в столичния квартал Мораса̀н. Има капацитет от 37 000 души и е открит през 1948 година. На 8 февруари 2009 най-накрая се сдобива с огромно електронно табло, дарено от местна телефонна компания на стойност 550 хил $. С размери 30 м дължина и 10 широчина е едно от най-големите в Латинска Америка.

## Известни личности
Родени в Тегусигалпа
- Франсиско Морасан (р. 3 октомври 1792) – държавник и президент на Хондурас
- Салвадор Монкада (р. 3 декември 1944) – лекар и учен
- Оскар Андрес Родригес Марадиага (р. 29 декември 1942) – кардинал

Починали в Тегусигалпа
- Освалдо Лопес Ареляно (1921 – 2010), политик

## Побратимени градове
- Аман, Йордания
- Бело Оризонте, Бразилия
- Богота, Колумбия
- Гватемала (град), Гватемала
- Гуадалахара, Мексико
- Канзас Сити (Мисури), САЩ
- Лима, Перу
- Мадрид, Испания
- Ню Орлеан, САЩ
- Тайпе, Тайван